# Brunfelsia amazonica
Brunfelsia amazonica är en potatisväxtart som beskrevs av Julius Sterling Morton. Brunfelsia amazonica ingår i släktet Brunfelsia och familjen potatisväxter. Inga underarter finns listade i Catalogue of Life.